# Eurocity Direct
De EuroCity Direct (ECD) of treinserie 9500 is een EuroCity-treindienst tussen Brussel-Zuid en Amsterdam Zuid, en deels verder naar Lelystad, die vervoerders NS en NMBS rijden vanaf 15 december 2024. Het is daarmee de snellere, directere opvolger van de Intercity direct tussen deze steden, de Beneluxtrein. De trein rijdt tussen de twee hoofdsteden dezelfde route als de hogesnelheidstrein Eurostar Amsterdam – Brussel, op de route tussen Schiphol en Amsterdam na.

## Geschiedenis
In 2022 maakte NS bekend dat het bij de invoering van de ICNG-B vanaf dienstregeling 2025 een 40 minuten snellere IC-verbinding tussen de twee hoofdsteden wilde, door een nieuwe en snellere route met minder stops dan de bestaande Beneluxtrein (Intercity direct). Daarbij levert vooral het wegvallen van de omwegen naar Breda (met kopmaken) en luchthaven Zaventem tijdwinst op. Bijkomend kan het nieuwe materieel ook 200 km/u rijden op delen van de HSL Schiphol - Antwerpen, in tegenstelling tot de 160 km/u van de bestaande ICRm-rijtuigen.
De vervoerders, die hun overeenkomst in een memorandum van overeenstemming vastlegden, beslisten deze trein in België (in tegenstelling tot in Nederland) niet als binnenlandse trein in te zetten, maar als treindienst in open toegang, buiten het openbaredienstcontract met de overheid. Daardoor is deze trein niet bruikbaar met de binnenlandse NMBS-vervoersbewijzen of abonnementen. Die keuze voor niet-integratie op de drukke verbinding Antwerpen – Brussel, waar al langer schaarste was aan plaats op de treinen, en waardoor een van de bestaande binnenlandse IC-treinen moet wijken, lokte kritiek uit van de reizigersvereniging TreinTramBus en van het Nederlandse Locov.
In maart 2024 betreurden reizigersverenigingen TreinTramBus en Rover dat de snellere treinverbinding een aantal drukke stations op de route overslaat, waaronder twee van de drie Brusselse hoofdstations, met als gevolg een extra overstap en/of reistijd voor bepaalde bestemmingen.
Vanaf de zomer van 2024 bekritiseerde TreinTramBus dat het inpassen van deze bijkomende treinen de grootste verandering sinds 2014 in de Belgische dienstregeling afdwong, met nadelen voor de binnenlandse treinreiziger, wegens capaciteitstekorten in de Noord-Zuidverbinding en op de spoorlijn Mechelen-Antwerpen. Nadat de NMBS effectief de IC-22 Antwerpen-Brussel, een van de vier uurlijkse IC-treinen op deze verbinding, en een van de twee met bediening van Mortsel-Oude-God, in de dienstregeling van 2025 schrapte, stuurde reizigersvereniging TreinTramBus hierover In augustus 2024 een open brief naar de NMBS.
Op 4 oktober 2024 werd de nieuwe naam EuroCity Direct in een persbericht gebruikt.
Er was vanaf oktober 2024 een ICNG-proefbedrijf Amsterdam – Rotterdam – Brussel met reizigers, de treinserie 9500, die in Rotterdam wordt gecombineerd en gesplitst met de Intercity direct Rotterdam – Amsterdam.
In oktober 2024 startte de verkoop van tickets.
Er kwam kritiek op de ticketprijzen en het niet meer geldig zijn van de NS-abonnementen en -kortingen tussen Rotterdam en de grens, van onder andere reizigersorganisatie Rover.
De treindienst startte op 15 december 2024.
Het traject tussen Antwerpen-Centraal, waar de trein volgens de dienstregeling 10 minuten moet wachten, en Brussel kampte vanaf de start met een gebrek aan reizigers.

## Tarieven
In België rijdt de NMBS deze trein als treindienst in open toegang, dus buiten het openbaredienstcontract met de overheid. Binnenlandse NMBS-vervoersbewijzen of -abonnementen zijn niet geldig, evenmin een NMBS Unlimited. De trein is niet toegankelijk voor binnenlandse reizen in België.

### Nederlandse tarieven
In Nederland maakt deze internationale verbinding tot aan de grens deel uit van de concessie van de NS voor het hoofdrailnet. Voor binnenlandse trajecten vanaf Rotterdam naar het noorden gelden de binnenlandse tarieven en voorwaarden van de NS, inclusief toeslag voor het gebruik van de HSL naar Schiphol.  De concessie laat meer vrijheid aan de NS voor de tarieven op de internationale verbinding. De NS-kortingen en abonnementen gelden niet op het internationaal traject ten zuiden van Rotterdam, in tegenstelling tot de EuroCity Brussel - Rotterdam.

### Internationale tickets
Er is geen zitplaatsreservering mogelijk op deze trein.
Volgende tariefklassen bestaan voor de internationale tickets:
- Flex: het flexibeler en duurdere tarief, geldig op elke Eurocity Direct van die dag.
- Saver: goedkoper, met treinbinding (gebonden aan een specifieke Eurocity Direct op de gekozen dag). De goedkoopste tarieven worden eerst verkocht. Dichter bij de vertrekdatum, ten laatste tot vlak voor het vertrek, raken de goedkopere tarieven minder of niet meer beschikbaar, afhankelijk van de bezettingsgraad van de individuele treinen. Dit verschilt met de voorganger IC Brussel - Amsterdam, waar het goedkopere EarlyBird-tarief niet varieerde tussen individuele treinen en in de tijd, en de week vooraf niet meer gekocht kon worden.

Een treinkaartje voor de Eurocity Direct is niet geldig op de EuroCity Brussel - Rotterdam of omgekeerd, uitgezonderd in geval van treinuitval.
Een Interrail-pas is geldig op zowel Eurocity Direct als de EuroCity.

#### Abonnementen
Er bestaan op het internationale traject (Rotterdam – Antwerpen – Brussel) geen abonnementen of kortingen, behalve de NS Business Card voor haar eigen treinpersoneel.

### Fietsvervoer
Fietsvervoer is enkel voor internationale reizigers mogelijk, en dat met een internationaal fietsticket en met gelijkaardige voorwaarden als bij de voorganger IC Brussel - Amsterdam en de EuroCity Brussel - Rotterdam, die afwijken van de binnenlandse voorwaarden: fietsvervoer ook mogelijk in de spits, een internationaal fietstarief dat varieert met de afstand, fietsplaatsreservatie enkel in de zomerperiode maar dan verplicht.

## Materieel
Bij de invoering van de Eurocity Direct-treindienst rijden de ICNG-B-treinstellen voor het eerst in reguliere dienst tussen de twee hoofdsteden. De treinpaden hebben in het begin nog een maximale snelheid van 160 km/h omdat de eerste maanden volgens planning het bestaande materieel van de Beneluxtrein nodig is voor een deel van de treinen.

### ICNG-B
De ICRm-rijtuigen van de Beneluxtrein zijn in 2025 afgeschreven. Hoewel NS nog geen concessie had voor na die periode, was het bedrijf verplicht wat betreft toekomstig materieel de dienst te continueren zolang nog geen nieuwe concessie was toegekend voor het Nederlandse hoofdrailnet. De NS heeft twintig treinstellen besteld (later met een 21e uitgebreid) van het type Intercity Nieuwe Generatie (ICNG-B) die verschillen van de binnenlandse versie door een extra toilet, meer ruimte voor bagage en de technische uitrusting om naar België te kunnen rijden. Zij krijgen de nummers 3301-3321. De ICNG-B-treinstellen hebben een maximumsnelheid van 200 km/u op de hogesnelheidslijn, terwijl de door TRAXX-locomotieven voortbewogen treinen maximaal 160 km/u kunnen rijden. Er zijn 410 zitplaatsen per treinstel wat verdubbeld kan worden door twee treinstellen aan elkaar te koppelen.
Vanaf december 2024 werden ingezette ICNG-B-treinstellen voorzien van kleine logo's waaronder dat van de NMBS.